# Tobias Wächter
Tobias Wächter (* 3. August 1988 in Düsseldorf) ist ein ehemaliger deutscher Bahnradsportler.

## Sportliche Laufbahn
2004 wurde Tobias Wächter Deutscher Jugendmeister im Sprint, im Zeitfahren belegte er den dritten Platz. Im Jahr darauf wurde er Deutscher Junioren-Meister im Teamsprint, gemeinsam mit David Wilken und Daniel Rackwitz. Bei den Deutschen Meisterschaften 2006 in Cottbus gelang ihm ein dritter Platz im Keirin der Junioren.
2009 belegte Wächter bei den Deutschen Bahn-Meisterschaften in Erfurt den zweiten Platz im Teamsprint gemeinsam mit Stefan Nimke und Marc Schröder. Beim Weltcuprennen im Oktober 2009 in Manchester belegte er gemeinsam mit Nimke und Robert Förstemann Platz drei im Teamsprint. 2010 wurde Wächter für die Bahn-Weltmeisterschaften in Kopenhagen nominiert, ohne sich jedoch erfolgreich platzieren zu können. Im selben Jahr gelang ihm in Cottbus, gleich drei Titel zu erringen: Wächter wurde sowohl Deutscher Meister im Teamsprint gemeinsam mit Stefan Nimke und Marc Schröder wie auch im Sprint wie im Keirin. Im September 2010 wurde er Europameister im Teamsprint gemeinsam mit Joachim Eilers und Philipp Thiele. Im Mai 2012 gewann er in Moskau im Velodrom von Krylatskoje das Memorial Alexander Lesnikow. Bei den Bahn-Europameisterschaften im selben Jahr wurde Wächter in der Cido Arena im litauischen Panevėžys zweifacher Europameister, im Teamsprint (mit Joachim Eilers und Max Niederlag) sowie im Keirin.
2014 wurde Tobias Wächter ein weiteres Mal Europameister im Teamsprint, gemeinsam mit Förstemann und Joachim Eilers. Bei den deutschen Meisterschaften in Cottbus im selben Jahr errang er die Bronzemedaille im Sprint. 2015 wurde er gemeinsam mit Robert Förstemann, Eric Engler und Robert Kanter deutscher Meister im Teamsprint.
Ende 2017 beendete Wächter seine Radsportlaufbahn.

## Erfolge
2004
- Deutscher Jugend-Meister – Sprint

2005
- Deutscher Junioren-Meister – Teamsprint (mit David Wilken und Daniel Rackwitz)

2010
- Europameister (U23) – Sprint
- U23-Europameisterschaft – Teamsprint (mit Joachim Eilers und Philipp Thiele)
- Deutscher Meister – Sprint, Keirin, Teamsprint (mit Marc Schröder und Stefan Nimke)

2012
- Europameister – Keirin, Teamsprint (mit Joachim Eilers und Max Niederlag)

2014
- Europameister – Teamsprint (mit Joachim Eilers und Robert Förstemann)

2015
- Deutscher Meister – Teamsprint (mit Robert Förstemann, Eric Engler und Robert Kanter)

## Teams
- 2008 XXL Erdgas Team
- 2009–2014 Team Mecklenburg-Vorpommern
- 2014–2015 Track-Team-Brandenburg